# Falcatula cymatodes
Falcatula cymatodes är en fjärilsart som beskrevs av Rothschild och Jordan 1912. Falcatula cymatodes ingår i släktet Falcatula och familjen svärmare. Inga underarter finns listade i Catalogue of Life.